# Domenico Tritto
Domenico Tritto   (Nàpols, 11 de juny de 1776 - Nàpols, desembre 1851) fou un compositor italià.

## Biografia
Fill de Giacomo Tritto (1733-1824), va estudiar sota l'ègida del seu pare al "Conservatori della Pietà dei Turchini" de Nàpols el 1792. Va ocupar el càrrec de mestre de capella a Nàpols a l'església de "San Giuseppe dei Nudi" i a la basílica de "Santa Chiara", i es va convertir en professor al Conservatori de San Pietro a Majella. Va exercir el paper de clavicembalista al teatre San Carlo des del 28 de novembre de 1806 fins a febrer de 1807. Com a actor d'òpera Francesco Florimo, va elogiar a Domenico Tritto "com aquells que van escriure obres d'església i melodramàtiques, representades amb èxit" a Nàpols. Va ser director de la colla "Acquaviva delle Fonti", fundada el 1797 i la més antiga de la Pulla, de 1832 a 1840.

## Alguns treballs[7]
- Dixit Dominus
- Messa a 4
- La parola d'onore (Napoli, Teatro del Fondo, autunno 1815)
- Lo specchio de' gelosi (Roma, Teatro Valle, 5 febbraio 1805)
- Traiano (Napoli, Teatro San Carlo, 30 maggio 1818; con Francesca Maffei Festa)[8]
- Zelinda e Rodrigo (Napoli, Teatro del Fondo, 1815)
- Sinfonia in diversi toni.[9]